# Jayne Middlemiss
Jayne Middlemiss (née le 3 février 1974) est une présentatrice de télévision et de radio anglaise. Elle commence à présenter des émissions de télévision musicales telles que The O-Zone et Top of the Pops  au milieu des années 1990, avant de présenter une variété d'autres émissions de télévision et de radio, y compris sur la BBC Radio 6 Music. Elle a aussi remporté Celebrity MasterChef et l'émission de télé-réalité Celebrity Love Island.

## Enfance et Études
Middlemiss est née et a grandi dans la ville de Bedlington dans le Northumberland. Son père Tom est un mineur et sa mère Janet est une ouvrière d'usine. Elle fréquente la Meadowdale Middle School et plus tard le Bedlingtonshire Community High School.

## Carrière

### Mannequinat
Middlemiss travaille d'abord dans un magasin d'électricité avant de partir à Londres,. En 1991, Middlemiss commence à travailler comme mannequin ; en une année, elle abandonne le mannequinat pour poursuivre une carrière dans les médias.
Elle est depuis apparue dans le sondage FHM des 100 femmes les plus sexy du monde, à la 77e place (en 1998), la 75e place (en 1999) et la 74e place (en 2000).

### Télévision

#### Présentatrice musicale
Middlemiss travaille pour Noel Edmonds et Chris Evans avant de travailler brièvement comme nounou, vendeuse et serveuse. Elle travaille pendant seulement deux semaines en tant que stagiaire sur GMTV avec Peter McHugh, avant de décrocher son premier travail de présentatrice dans l'émission musicale The O-Zone  avec Jamie Theakston à partir de 1995. Elle obtient ensuite l'audition pour The O-Zone après avoir rencontré le présentateur Toby Anstis lors d'une fête, après qu'il a donné sa cassette au producteur. Elle présente ensuite les Smash Hits Awards, The Phone Zone et Top of the Pops, et son émission de radio dérivée sur la BBC Radio 1.
Après avoir présenté en live le Glastonbury Festival et le Édimbourg Fringe Festival, Middlemiss présente Rough Cut  et Dog’s Balearics. Elle est l'une des présentatrices originales de la nouvelle station numérique BBC 6 Music en 2002, en présentant la Music Week où elle est restée jusqu'à son départ en avril 2004.

#### Travaux principaux
Middlemiss commence à présenter le défilé de mode She's Gotta Have It en 2000, jusqu'à en faire trois saisons. Elle présente ensuite certains des programmes Holiday - On a Shoestring de la BBC.
En 2004, pour Five TV, Middlemiss présente l'émission What Women Want, avant de co-présenter la septième saison de Robot Wars, aux côtés de Craig Charles et The Games  avec Jamie Theakston.
En 2005, elle apparaît dans Celebrity Love Island d'ITV et a une aventure avec le footballeur Lee Sharpe. La paire n'est toutefois pas devenue un couple, bien que les producteurs de la série les aient envoyés en voyage dans le bateau « make or break ». Elle remporte finalement l'émission, aux côtés de Fran Cosgrave.
En 2005, Middlemiss a présenté Family Forensics UK  sur Living TV, mais l'émission a été retiré de l'antenne après la diffusion du premier épisode. D' autres travaux récents comprennent la couverture de Live 8 pour la radio commerciale, la couverture ITV2 des Britanniques Comedy Awards et Soapstar Superstar, un travail en tant que journaliste pour GMTV et Richard & Judy et des apparitions en tant que « tête parlante » dans un certain nombre de documentaires basés sur les célébrités. En 2007, Middlemiss a présenté la troisième saison de la Playlist Orange  pour ITV le jeudi soir.
En 2009, Middlemiss a remporté Celebrity MasterChef,  .

## Vie privée
Middlemiss vit à Belsize Park ,à Londres. Elle a travaillé à Los Angeles pendant un an en 2000. Elle est sortie: avec le producteur de télévision Andy Davies ; de 2000 à 2002, le directeur de la télévision Eliot Fletcher,, ; et le modèle irlandais Alan Byrne de 2007 à 2008.
Passionnée de yoga depuis 1995 environ, Middlemiss sort en 2005 le DVD Jayne Middlemiss - Love Yoga  et en 2008 travaillait sur une deuxième DVD de fitness. En 2006, Middlemiss narre un documentaire sur une retraite de yoga pour la BBC.

## Émissions de télévision
- The White Room  (1995)
- The O-Zone   (1995-2000)
- Top of the Pops  (1998)

- She's Gotta Have It  (2000-2002)

- Robot Wars  (2003)

- Orange Playlist  (2004-2007)
- L'île de l'amour: Aftersun  (2005-2006)
- Soapstar Superstar : Extra Tracks  (2006)
- Le guide du débutant au yoga  (2007)
- Celebrity MasterChef  (2009)
- Live from Studio Five  (2010)